# Antonio Rinaldi (chorégraphe)
Pour les articles homonymes, voir Rinaldi.
Antonio Rinaldi, surnommé Fossano (Naples, avant 1715 - après 1759), est un danseur et chorégraphe italien.
Il se fait connaître au théâtre San Samuele de Venise en 1733, puis à Londres l'année suivante et arrive en Russie en 1735: l'impératrice russe Anna Ioannovna a invité à Saint-Pétersbourg une troupe italienne d'opéra dans laquelle Rinaldi dirige la partie de ballet. L'opéra « La Force de l’amour et de la haine» (it.: Forza dell'amore e dell'odio; ru: Сила любви и ненависти) du compositeur Francesco Araja (la source appelle erronément Fernando Araja) est le premier spectacle de la troupe en Russie. Pour le chœur on attirait les chantres d'église de la chapelle impériale, et les rôles du corps de ballet étaient exécutés par les élèves de l'école d'officiers.
À la mort de sa première femme Giulia, il épouse la danseuse Antonia Constantini, fille d'un Arlequin de la Comédie-Italienne de Paris et danseuse dans la troupe dont il devient le maître de ballet et où il crée des pièces grotesques .
De retour en Italie en 1738, il rencontre à Parme la Barberina ; il la fera aller à l'Opéra de Paris l'année suivante.
Rinaldi est ensuite ré-engagé à Saint-Pétersbourg en 1742, où il reste jusqu'en 1759 et où il introduit le ballet d'action. Il partage un temps le poste de maître de ballet avec Jean-Baptiste Landé[réf. nécessaire]. Après la mort de Landé en 1748, Antonio Rinaldi exerce seul cette fonction jusqu'en 1759 — quand il sera remplacé par Franz Hilverding.